# Чорнии
Чорнии (укр. Чорнії) — село в Рава-Русской городской общине Львовского района Львовской области Украины.
Население по переписи 2001 года составляло 36 человек. Занимает площадь 0,52 км². Почтовый индекс — 80321. Телефонный код — 3252.